# Municipio de Van Buren (condado de Newton, Misuri)
El municipio de Van Buren (en inglés: Van Buren Township) es un municipio ubicado en el condado de Newton en el estado estadounidense de Misuri. En el año 2010 tenía una población de 1374 habitantes y una densidad poblacional de 7,9 personas por km².

## Geografía
El municipio de Van Buren se encuentra ubicado en las coordenadas 36°59′9″N 94°8′35″O / 36.98583, -94.14306. Según la Oficina del Censo de los Estados Unidos, el municipio tiene una superficie total de 173.95 km², de la cual 173,3 km² corresponden a tierra firme y (0,37 %) 0,65 km² es agua.

## Demografía
Según el censo de 2010, había 1374 personas residiendo en el municipio de Van Buren. La densidad de población era de 7,9 hab./km². De los 1374 habitantes, el municipio de Van Buren estaba compuesto por el 95,92 % blancos, el 0,36 % eran afroamericanos, el 1,24 % eran amerindios, el 1,67 % eran asiáticos, el 0,07 % eran de otras razas y el 0,73 % eran de una mezcla de razas. Del total de la población el 1,24 % eran hispanos o latinos de cualquier raza.